# Eskapade
Eskapade bezeichnet zunächst im Pferdesport einen falschen Sprung eines Dressurpferdes, sinngemäß einen Sprung zur Seite bzw. „heimliche Flucht, Entweichen“. Ebenfalls wird mit dem Begriff bildungssprachlich übertragen auf den Menschen eine „abenteuerlich-eigenwillige Unternehmung, eigenwillige Handlung“ wie insbesondere ein „mutwilliger Streich“, ein Abenteuer oder auch Seitensprung bezeichnet. Ähnlich gebraucht wird auch das Wort Kapriole, welches auf einen Bock- oder Luftsprung zurückzuführen ist und neben der (positiven) Bedeutung im Reitsport etwa für „launenhafter, toller Einfall; übermütiger Streich“ steht und ursprünglich für einen kunstvollen Sprung italienischer Tänzer stand (capriola = Bocksprung, zu: capro von lateinisch caper = Bock).

## Etymologie
Eskapade für ‘mutwilliger Streich, Seitensprung, falscher Sprung eines Dressurpferdes’ wurde im 18. Jahrhundert aus dem gleichbedeutenden Französischen escapade ins Deutsche entlehnt, welches wiederum aus dem Italienischen scappata oder Spanischen escapada ‘Entwischen, heimliche Flucht, unbesonnene Handlung’ entstammt. Beide Formen sind herzuleiten vom vulgärlateinischen Verb *excappāre für ‘das Ordenskleid ablegen, umsatteln, einer Gewohnheit entsagen’, das zu Spätlateinisch cappa ‘Kopfbedeckung’, Mittellateinisch ‘Mönchsgewand’ gebildet wurde.

Das Brockhaus’ Kleines Konversations-Lexikon definierte 1911 Eskapade als: 

„[…] Seitensprung eines Schulpferdes; mutwilliger Streich.“

Das Wort Kapriole stammt vom Italienischen capriola „Bocksprung“ ab und wurde in die deutsche Sprache über das Französische kabriole im 17. Jahrhundert entlehnt. Es bezeichnete zunächst kunstvolle Sprünge italienischer Tänzer, vergleicht diese aber etymologisch betrachtet mit den Luftsprüngen von Paarhufern: Das italienische Wort capriolo bedeutet „Rehbock“ und hat sich aus dem Lateinischen capreolus „Wildziege“ entwickelt. Am häufigsten wird das Wort heute in der Wendung Kapriolen schlagen verwendet, die so viel wie „Unsinn machen“, aber heute auch „verrückte Einfälle, unvorhergesehene Wendungen“ (etwa „Wetterkapriolen“) bedeuten.